# La Rose de Broadway
Ne pas confondre avec le film musical américain Rose de Broadway (Rose of Washington Square, 1939).
Pour plus de détails, voir Fiche technique et Distribution.
La Rose de Broadway (titre original : Broadway Rose) est un film muet américain réalisé par Robert Z. Leonard, sorti en 1922.

## Synopsis
Rosalie Lawrence (Mae Murray), danseuse à Broadway, rencontre Hugh Thompson (Raymond Bloomer), un riche héritier. Les deux jeunes gens décident de se marier, contre l'avis des parents de Hugh, qui finissent par le « ramener à la raison ». Rosalie revient alors vers celui qui n'a jamais cessé de l'aimer, Tom Darcy (Monte Blue).

## Fiche technique
- Titre : La Rose de Broadway
- Titre original : Broadway Rose
- Réalisation : Robert Z. Leonard
- Scénario : Edmund Goulding, d'après son histoire originale
- Photographie : Oliver T. Marsh
- Société de production : Tiffany Pictures
- Société de distribution : Metro Pictures Corporation
- Langue : film muet avec les intertitres en anglais
- Pays de production :  États-Unis
- Métrage : 150 m
- Format : Noir et blanc — 35 mm — 1,33:1 — Muet
- Genre : Film dramatique, Film romantique
- Durée : 60 minutes
- Dates de sortie :
  - États-Unis : 25 septembre 1922
  - France : 3 juillet 1925 (Lille)[1]

## Distribution
- Mae Murray : Rosalie Lawrence
- Monte Blue : Tom Darcy
- Raymond Bloomer : Hugh Thompson
- Ward Crane : Reggie Whitley
- Alma Tell : Barbara Royce
- Charles Lane : Peter Thompson
- Maude Turner Gordon : Mme Peter Thompson
- Jane Jennings : Mme Lawrence
- Pauline Dempsey : la servante